# Caren Marsh Doll
Caren Marsh Doll (nacida como Aileen Betty Morris; 6 de abril de 1919), también conocida como Caren Marsh, es una actriz y bailarina estadounidense, quién fue la sustituta de Judy Garland en El mago de Oz (1939) y en Ziegfeld Girl (1941). Es una de las últimas sobrevivientes del Cine clásico de Hollywood.
Desde 1937 hasta 1948, apareció en películas producidas por Metro-Goldwyn-Mayer, incluyendo una escena menor sin acreditar en Lo que el viento se llevó, a partir de 1956, Marsh comenzó su carrera como profesora de danza. 
Su hermana menor era la actriz de cine Dorothy Morris.

## Vida
Marsh nació en Hollywood, California. Su padre era agente de bolsa de Hollywood. Ella y su familia participaron activamente en la iglesia metodista. En 1937, se graduó en el Hollywood High School y quería convertirse en actriz. Sus padres no aprobaron esta elección y prefirieron que ella siguiera una educación universitaria. Se comprometieron diciéndole a Caren que, a menos que pudiera conseguir un trabajo de actuación, la enviarían a la escuela.

## Carrera
Marsh audicionó para Rosalie (1937), protagonizada por Nelson Eddy y Eleanor Powell, pero no ganó el papel. Más tarde fue contratada como sustituta de Judy Garland en The Wizard of Oz. Fue contratada principalmente porque era similar en altura y constitución a Garland, además recibió sus Zapatillas de Rubí. Marsh volvió a actuar como sustituta de Garland en Ziegfeld Girl (1941). Según Marsh, cuando no estaba remplazando a Garland en The Wizard of Oz, estaba trabajando como extra en Lo que el viento se llevó (1939).
En el cine, conocida como Caren Marsh, apareció en películas como That Night in Rio (1941 ), Hands Across the Border (1944), Wild Harvest (1947), Girl Crazy (1943), Best Foot Forward (1943), Seven Sweethearts (1942), y Night and Day (1946). También apareció en papeles menores en Secrets of a Sorority Girl (1945) y Navajo Kid (1945).[cita requerida]
En 1947, Marsh fue nombrada Miss Sky Lady y comenzó a aparecer en menos películas para centrarse en su nuevo interés por la danza. Después de aparecer en un espectáculo aéreo como Miss Sky Lady, tomó clases de instrucción de vuelo, aprendió a volar y luego soltó folletos de su perfil de actuación en varios estudios de cine en Hollywood. Apareció en un episodio de The Gabby Hayes Show en 1956, donde después se convirtió en instructora de baile.

## Accidente
El 12 de julio de 1949, a los 30 años, Marsh estaba al bordo del vuelo 897R. El vuelo había vuelto de Albuquerque, Nueva York a las 4:43 a. m.. Mientras se acercaba al Aeropuerto de Hollywood Burbank a las 7:40 a. m., el avión, que volaba demasiado bajo, se enganchó con la punta de un ala de una colina y se estrelló cerca de Chatsworth, California, Marsh fue una de las 13 personas que sobrevivieron. Marsh fue sacada de los escombros junto con otra pasajera de nombre Judy Frost. Marsh fue hospitalizada en el Centro Médico Cedars-Sinai por varias semanas, y casi le amputaron el pie izquierdo. Los doctores de Marsh le dijeron que probablemente nunca más volvería a bailar, pero después de un ejercicio cuidadoso se recuperó y pudo volver a bailar.

## El Mago de Oz
Aunque Marsh no fue acreditada, es uno de los pocos miembros supervivientes del El mago de Oz, ha asistido a festivales, convenciones y reuniones de El mago de Oz.

## Vida personal
Marsh se mudó a Palm Springs, California, en 1957 se casó con Bill Doll, (fallecido en 1979) un agente de prensa del productor y director Mike Todd. La pareja tuvo un hijo. Su hermana, la actriz Dorothy Morris, fue vecina de Marsh cuando esta se retiró en 1971. Las hermanas fueron vecinas hasta la muerte de Dorothy el 20 de noviembre de 2011.[cita requerida]

## Autobiografía y "Oz"
En noviembre de 2007, Marsh publicó su autobiografía, Hollywood's Babe, en la que habla sobre su vida en Hollywood, y su historia de amor con "El mago de Oz".[cita requerida]
En 2011, Marsh  se desempeñó como Gran Mariscal del Desfile Oz-Stravaganza en Chittenango, Nueva York.

## Filmografía
- The Gabby Hayes Show,
- Adventures of Don Juan (1948)
- Luxury Liner (1948)
- Wild Harvest (1947)
- Welcome Stranger (1947)
- Smash-Up: The Story of a Woman (1947)
- Night and Day (1946)
- Navajo Kid (1945)
- Secrets of a Sorority Girl (1945)
- Hands Across the Border (1944)
- Best Foot Forward (1943)
- Seven Sweethearts (1942)
- Ziegfeld Girl (1941)
- El mago de Oz (1939)
- Lo que el viento se llevó (1939)
- Rosalie (1937)